# Чекменёв, Николай Симонович
Николай Симонович Чекменёв (27 ноября 1905, деревня Раевка, Орский уезд, Оренбургская губерния — 22 ноября 1961, Фрунзе, Киргизская ССР) — русский и киргизский писатель советского периода, член Союза писателей СССР (с 1933 года).

## Биография
Николай Чекменёв родился 27 ноября 1905 года в деревне Раевка Орского уезда Оренбургской губернии. Своё детство он провёл в деревне, там же окончил трёхклассную сельскую школу. В 1920 году, из-за засухи и голода семья Чекменёвых переехала в Киргизию. Проживали сначала в окрестности города Пишпека (ныне Бишкек) по причине трудовой земледельческой артели. Затем, после земельной реформы 1922 года, когда произошла ликвидация артели, Чекменёвы переехали в саму столицу республики.
В пятнадцать лет Николай Чекменёв начал свою трудовую биографию. Сначала он работал в земледельческой артели, затем художником-плакатистом в местном кинотеатре. В 1924 году начал работать в газете «Крестьянский путь», образованная вскоре после образования Киргизской автономной области — там он публиковал свои стихотворения и рассказы. Спустя два года он отправился на учёбу в Москву и стал студентом рабфака искусств, который окончил в 1930 году. Во время учёбы он написал повесть «Пастух Садык» (1929), изданная в Госиздате. Затем Чекменёв стал студентом литературного отделения Московского редакционно-издательского института, членом объединения крестьянских писателей. Спустя два года после дебюта, он написал повесть «Сектанты» (1931), вышедшая в издательстве ГИХЛ. В 1933 году Николай Симонович возвратился в Советскую Киргизию, где начал постоянную работу и был принят в Союз советских писателей. В эти годы писатель собирал материал о гражданской войне в Киргизии и Казахстане. Собранные документы нашли отражение в опубликованном фрагменте романа «Так решил военком» в 1934 году. Роман остался незаконченным.
После возвращения домой он начал вести активную деятельность. Он был литературным сотрудником газеты «Советская Киргизия» и издательства «Кыргызстан», потом научным  сотрудником музея, затем преподавателем русского языка в средней школе. Николай Чекменёв совмещал работу с переводами книг на русский. Его авторству принадлежат переводы 1934—1936 годов сборников стихотворений «Плоды Октября» и поэма «Золотая девушка» Джоомарта Боконбаева. В 1940 году вышла в свет его новая повесть «Комета».
С начала Великой Отечественной войны был в рядах Советской Армии на разных должностях — был строевым командиром, позже литсотрудником газеты. В 1946 году после демобилизации он начал работу в бюро русской секции Союза писателей Киргизии в качестве председателя, ответственным редактором альманаха «Киргизстан» (ныне журнал «Литературный Кыргызстан») и был принят членом ВКП(б). Спустя четыре года в Киргизском государственном издательстве вышла его повесть «Зелёный клин», описывающая жизнь животноводов Тянь-Шаня. В 1952 году был опубликован его роман «Пишпек 1918 года». В 1954 выходит первая, а в 1958 году вторая книга романа «Семиречье» об Октябрьской революции и гражданской войне, в которой описаны исторические события, произошедшие на бывшей царской колонии Семиречья.
Скончался Николай Симонович в 1961 году во Фрунзе.

## Награды
- Орден Красной Звезды (26.04.45)[3];
- Орден «Знак Почёта» (01.11.1958)[3];
- Медаль «За освобождение Варшавы»[3];
- Медаль «За взятие Берлина»[3];
- Медаль «За победу над Германией»[3];
- Медаль «За трудовое отличие»[3];
- Почётная грамота Верховного Совета Киргизской ССР[3].

## Произведения

Обложка 4-го издания романа «Семиречье» («Кыргызстан», 1977, худ. А. С. Осташёв

### Романы
- Пишпек 1918 года (1949—1952)
- Семиречье (1954—1958)
- Истра (1959—1961, незаконченный)

### Повести
- Пастух Садык (1927)
- Золотая осень (1930)
- Киргизский погром (1930)
- Тёплые края (1930)
- Сектанты (1931)
- Тихие братья (1931)
- Новая земля (1935)
- Зелёный клин (1950)

### Рассказы и сказки
- Генерал Лукач
- Дезертиры
- День рабфаковца
- Жена пастуха (1938)
- Золото
- Именины серенькой мышки (история подпольной республики) (1923)
- На большом пороге
- Поединок
- Русские штыки
- Сын учителя
- Семейная радость (1938)
- Спаситель
- Шпионка

### Пьесы и сценарии
- Боярщина (драма в 4-х действиях в 6-ти картинах) (1923)
- Отец и сын (1925)
- На стройке Турксиба (1928)
- Пять лет работы Чуйского комбината и Чуйстрой (1934)
- Баян
- Фронтовик Шевцов
- Встреча на Эльбе (1945)